# Ernest Maxse
Ernest George Berkeley Maxse (ur. 18 listopada 1863, zm. 13 marca 1943) – brytyjski dyplomata, najstarszy syn Henry’ego Berkeleya Fitzhardinge'a Maxse’a i Auguste Rudloff.
W latach 80. XIX w. Maxse wstąpił do służby dyplomatycznej. W latach 1891–1894 był wicekonsulem w Algierze. Później był konsulem Grecji kontynentalnej w latach 1894–1897, konsulem w Samoa w latach 1897–1900, konsulem na wyspie Reunion w latach 1900–1912, konsulem generalnym w Valparaiso, konsulem generalnym w Królestwie Niderlandów w 1913 r., konsulem generalnym w Zurychu w 1919 r. i konsulem generalny w Liechtensteinie w 1921 r. Podczas I wojny światowej był attaché morskim i wojskowym w Holandii.
W 1899 r. został oficerem Morskiej Brygady w Samoa. W tym samym roku został kawalerem Orderu Świętego Michała i Świętego Jerzego. Był również członkiem Królewskiego Towarzystwa Geograficznego.
5 maja 1888 r. poślubił Sarah Alice Nottage-Miller (zm. 25 maja 1908), córkę Thomasa Nottage-Millera. Ernest i Sarah mieli razem syna i córkę:
- Sarah Algeria Marjorie Maxse (zm. 4 maja 1975), odznaczona Krzyżem Komandorskim Orderu Imperium Brytyjskiego
- Henry Fitzhardinge Berkeley Maxse (3 grudnia 1889 – 5 kwietnia 1936), komandor Royal Navy, pierwszy sekretarz Służby Dyplomatycznej

7 maja 1914 r. poślubił Mary Louise Turle, córkę Arthura Turle'a. Małżeństwo to nie doczekało się potomstwa.